# Gonzalo Rabuñal
Gonzalo Rabuñal Rios (Arteixo, 1º agosto 1984) è un ex ciclista su strada spagnolo.

## Palmarès

### Strada

#### Altri successi
- 2010 (Xacobeo-Galicia)

Classifica scalatori Vuelta al País Vasco
Classifica traguardi volanti Vuelta a Asturias

## Piazzamenti

### Grandi Giri
- Giro d'Italia

2009: 115º
- Vuelta a España

2009: 67º
2010: 30º

### Competizioni mondiali
- Campionati del mondo

Zolder 2002 - Cronometro Junior: 43º
Zolder 2002 - In linea Junior: 104º
Salisburgo 2006 - In linea Under-23: ritirato